# Empis thalhammeri
Empis thalhammeri är en tvåvingeart som beskrevs av Gabriel Strobl 1898. Empis thalhammeri ingår i släktet Empis och familjen dansflugor. Inga underarter finns listade i Catalogue of Life.